# اندیش‌آوا
اَندیش‌آواها در زبان، الفاظی قراردادی هستند که با ویژگیهای آوایی خود واقعیات عالم واقع را بیان می‌کنند. برای نمونه در زبانی از زبانهای نیجریهای شمالی به نام مِرگی ظهور ناگهانی پرنده و پرواز آن را با لفظ بِوو بیان می‌کنند.
در زبانهای گوناگون آن دسته از رخدادهای طبیعی که از سوی انسان به حالت لمسی، رنگ، شکل و فرم، صدا، عمل و حرکت تجربه می‌شوند را گاه با نمادهای آوایی مشخصی نامگذاری می‌کنند که این نمادها همان اندیش‌آواها هستند. صداهای تقلیدی از جانوران و غیره (نام‌آواها) هم جزء اندیش‌آواها هستند.
به عنوان مثال زیگزاگ آوایی را به نوعی حرکت (دیداری) نسبت می‌دهد.